# Gai Licini Murena
Gai Licini Murena (en llatí Caius Licinius Murena) va ser un magistrat romà. Formava part de la gens Licínia i era de la família dels Murena.
Va ser legat del seu germà, el cònsol Luci Licini Murena a la província de la Gàl·lia Cisalpina de la que després en va ser governador l'any 63 aC. A la província va capturar a alguns dels conspiradors catalinaris abans de la mort del seu lider.